# Aryan Freedom Network

Logo.

La Aryan Freedom Network (AFN) (en español: Red de Libertad Aria) es un grupo neonazi estadounidense con sede en De Kalb, Texas. La AFN tiene capítulos en 25 estados de los Estados Unidos. Según el periódico The Dallas Morning News, la AFN ha repartido propaganda supremacista blanca en el estado de Texas.

## Ideología
Según el periódico en línea The Forward, la AFN se describe a sí misma como una organización racial blanca, comprometida con una guerra santa racial, basada en las ideas de la supremacía blanca y el establecimiento de una nación blanca para los arios. La AFN está dispuesta a luchar contra los rojos y los comunistas. El grupo también comparte vídeos de sus miembros participando en ejercicios de entrenamiento armado y disparando a maniquíes pintados con estrellas de David que representan a ciudadanos de origen judío. Los miembros del grupo deben ser de ascendencia totalmente blanca europea, de origen nórdico, anglosajón o germánico.

## Actividades
AFN celebra una conferencia de unidad blanca anual. La AFN ha organizado múltiples manifestaciones anti-grooming contra las personas del colectivo LGBTI. En 2022, la AFN organizó al menos 12 reuniones privadas en varios estados, incluidos Texas, Carolina del Sur, Arkansas, Georgia, Misisipi, Idaho y Nebraska. En enero de 2023, la AFN anunció el "Aryan Fest", un festival de música supremacista blanca. En un evento anti-LGBTI, miembros armados de la AFN amenazaron a los asistentes a un espectáculo de drag queens en Grand Prairie, Texas. La AFN se ha mantenido activa organizando eventos privados, uniéndose a manifestaciones públicas y distribuyendo folletos. Según el periódico The Dallas Morning News, la AFN contribuyó a que Texas liderara la distribución de propaganda supremacista blanca. En 2022, la AFN también organizó un evento en Hayden, Idaho, en la antigua sede del grupo Nación Aria. Tanto la AFN como la Nación Aria comparten una afinidad ideológica por la identidad cristiana y el antisemitismo. En 2023, la AFN celebró un evento y también distribuyó folletos en Lexington, Kentucky.

## Liderazgo
La AFN es dirigida por Tonia Sue Berry, Dalton Henry Stout y su padre, George Bois Stout, un traficante de armas de fuego que reside en De Kalb, Texas. Según el Centro legal sobre la pobreza sureña, la familia de Stout lidera al Ku Klux Klan en De Kalb.